# Ovidijus Galdikas
Ovidijus Galdikas (ur. 4 września 1988 w Kownie) – litewski koszykarz, występujący na pozycji środkowego.
W sezonie 2013/2014, podczas wygranego 71-59 spotkania ze Stelmetem Zielona Góra, ustanowił nadal aktualny rekord play-off PLK (odkąd wprowadzono oficjalne statystyki w sezonie 1998/99), notując 21 zbiórek.
W 2015 roku reprezentował podczas letniej ligi NBA barwy zespołu New York Knicks.
30 sierpnia 2015 roku został zawodnikiem hiszpańskiego Herbalife Gran Canaria. 19 lutego 2016 związał się z drużyną King Wilki Morskie Szczecin (wypożyczenie).
W roku 2017 ogłosił o zakończeniu swojej kariery koszykarskiej w związku z chorobą układu krążenia.

## Osiągnięcia
Drużynowe
- Uczestnik rozgrywek Ligi Bałtyckiej (2013/14)[6]

Indywidualne
- MVP miesiąca PLK (styczeń 2015)
- II skład TBL według dziennikarzy (2015)[7]
- Lider:
  - TBL:
    - w blokach (2015)[8]
    - w skuteczności rzutów z gry (2015)[8]
    - sezonu regularnego TBL w zbiórkach (2015)[8]

  - litewskiej ligi LKL w blokach (2017)